# Verhnea Pojnea, Krasnopillea
Verhnea Pojnea (în ucraineană Верхня Пожня) este un sat în comuna Slavhorod din raionul Krasnopillea, regiunea Sumî, Ucraina.

## Demografie
Componența lingvistică a localității Verhnea Pojnea
     Rusă (90,22%)
     Ucraineană (9,78%)
Conform recensământului din 2001, majoritatea populației localității Verhnea Pojnea era vorbitoare de rusă (90,22%), existând în minoritate și vorbitori de ucraineană (9,78%).